# Fábio Augusto Justino
Fábio Augusto Justino (sinh ngày 16 tháng 6 năm 1974) là một cầu thủ bóng đá người Brasil.

## Sự nghiệp câu lạc bộ
Fábio Augusto Justino đã từng chơi cho Shimizu S-Pulse và Vissel Kobe.

## Thống kê câu lạc bộ

### J.League
| Đội             | Năm       | J.League | J.League | J.League Cup | J.League Cup | Tổng cộng | Tổng cộng |
| Đội             | Năm       | Trận     | Bàn      | Trận         | Bàn          | Trận      | Bàn       |
| --------------- | --------- | -------- | -------- | ------------ | ------------ | --------- | --------- |
| Shimizu S-Pulse | 1998      | 19       | 5        | 5            | 3            | 24        | 8         |
| Shimizu S-Pulse | 1999      | 20       | 4        | 1            | 0            | 21        | 4         |
| Shimizu S-Pulse | 2000      | 17       | 2        | 2            | 1            | 19        | 3         |
| Vissel Kobe     | 2000      | 3        | 0        | 0            | 0            | 3         | 0         |
| Tổng cộng       | Tổng cộng | 59       | 11       | 8            | 4            | 67        | 15        |